# Lois de Serre
Les lois de Serre sont des textes législatifs français promulgués en 1819 sous la Seconde restauration.
Elles ont reçu ce nom en l'honneur de Hercule de Serre, ministre de la justice de Louis XVIII.
Ces textes établissent un régime libéral pour la presse : suppression du contrôle préalable ; les journaux peuvent paraître du moment que le nom du propriétaire du journal est indiqué ; pour qu'il y ait délit de presse, il faut que l'article ait provoqué un délit ; désormais les journalistes ne seront pas jugés par un magistrat mais par un jury de civils tirés au sort.